# Campo de San Pedro
Campo de San Pedro ist ein Ort und eine nordspanische Gemeinde (municipio) mit 259 Einwohnern (Stand: 2024) in der Provinz Segovia in der Autonomen Gemeinschaft Kastilien-León. Neben dem Hauptort Campo de San Pedro gehören die Ortschaften Fuentemizzara und Valdevarnés zur Gemeinde.

## Lage und Klima
Die Gemeinde Campo de San Pedro liegt etwa 85 km (Fahrtstrecke) nordnordöstlich von Segovia in einer mittleren Höhe von ca. 975 m. Das Klima ist im Winter rau, im Sommer dagegen gemäßigt bis warm; Regen (ca. 570 mm/Jahr) fällt übers Jahr verteilt.

## Bevölkerungsentwicklung
| Jahr      | 1970 | 1981 | 1991 | 2001 | 2011 | 2021 |
| Einwohner | 689  | 400  | 386  | 384  | 350  | 250  |

## Sehenswürdigkeiten
- Petri-Ketten-Kirche in Campo de San Pedro
- Christopheruskirche in Valdevarnés
- Marienkapelle
- Rathaus

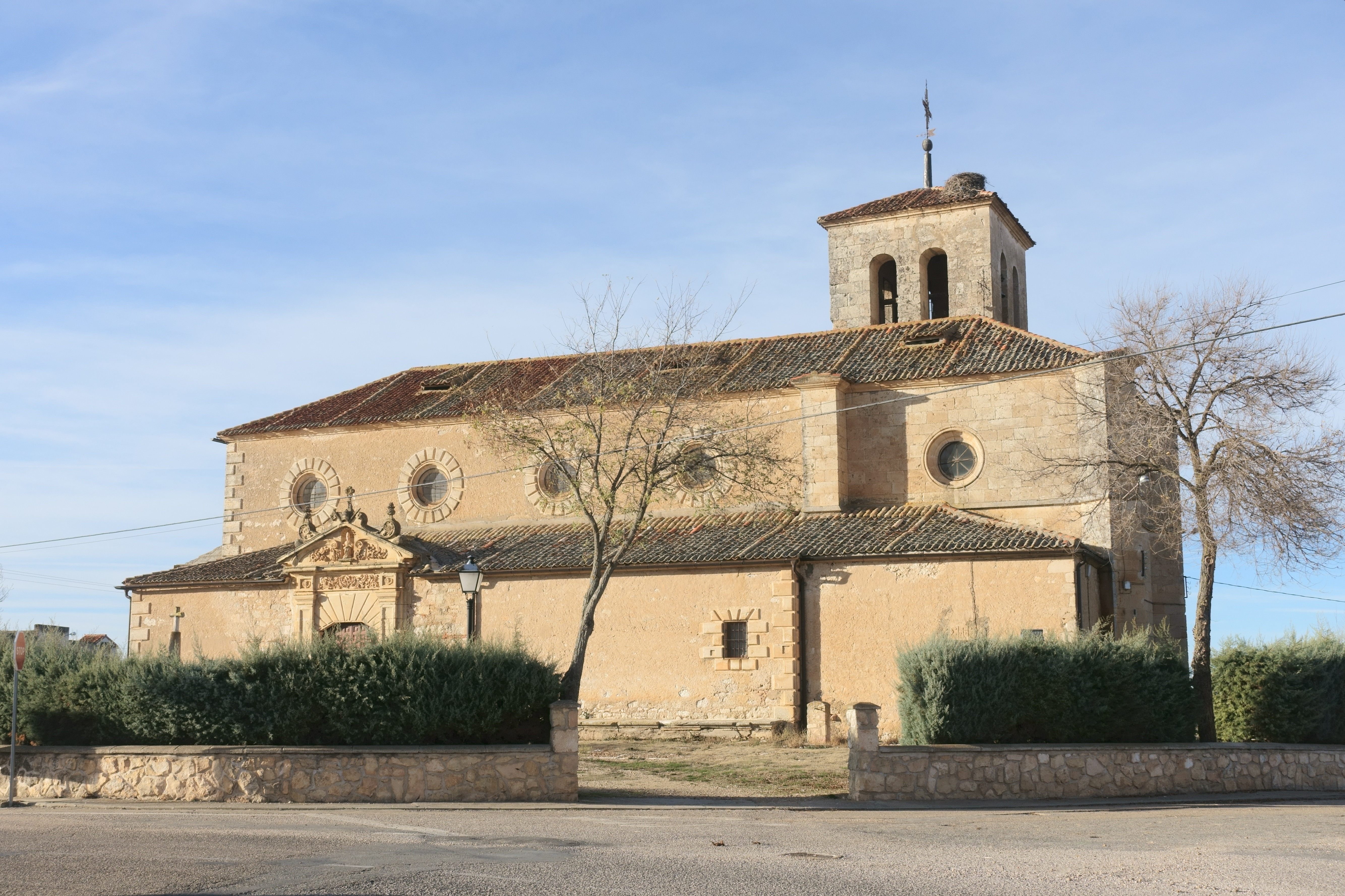
Petri-Ketten-Kirche
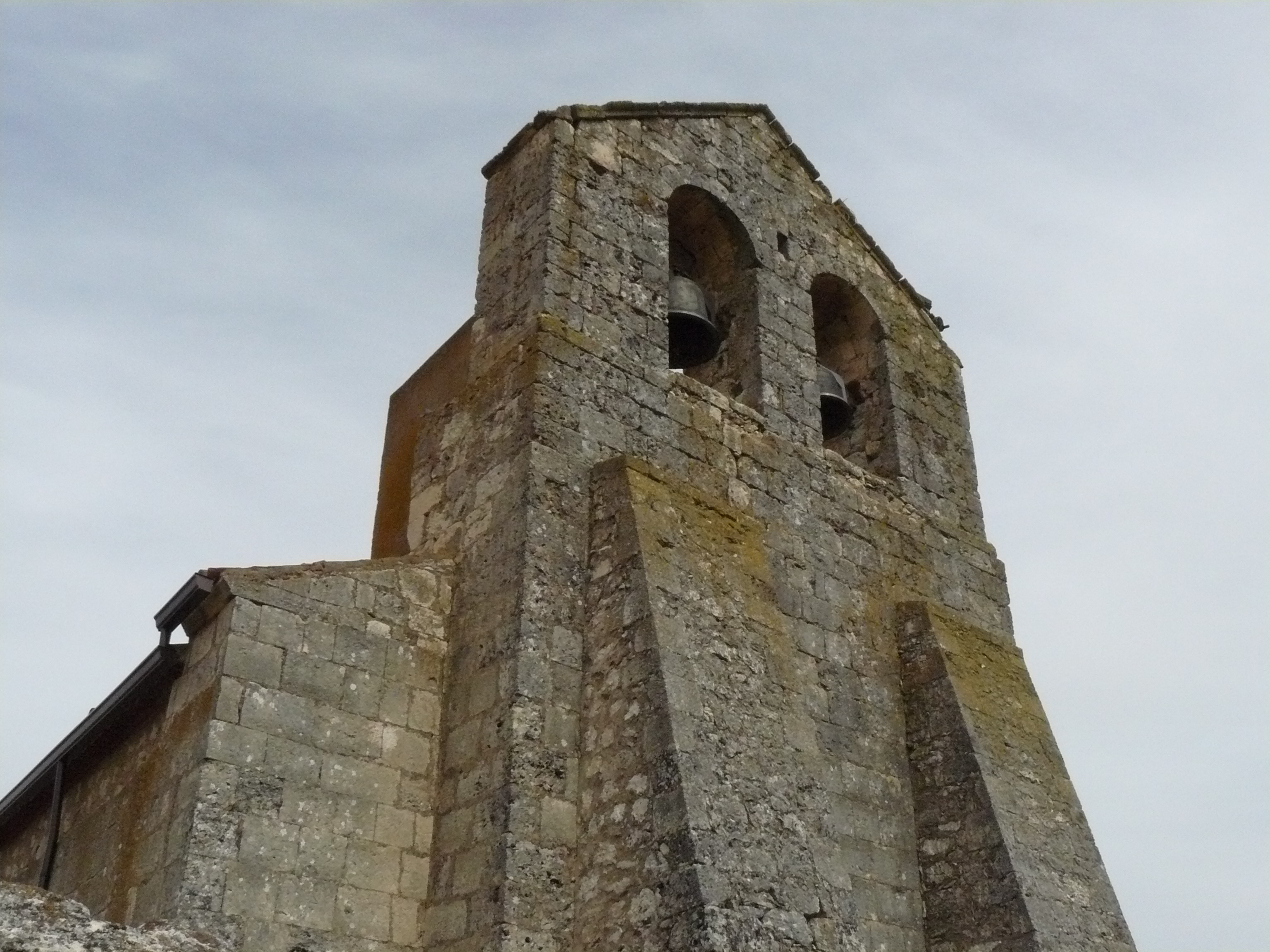
Christopheruskirche
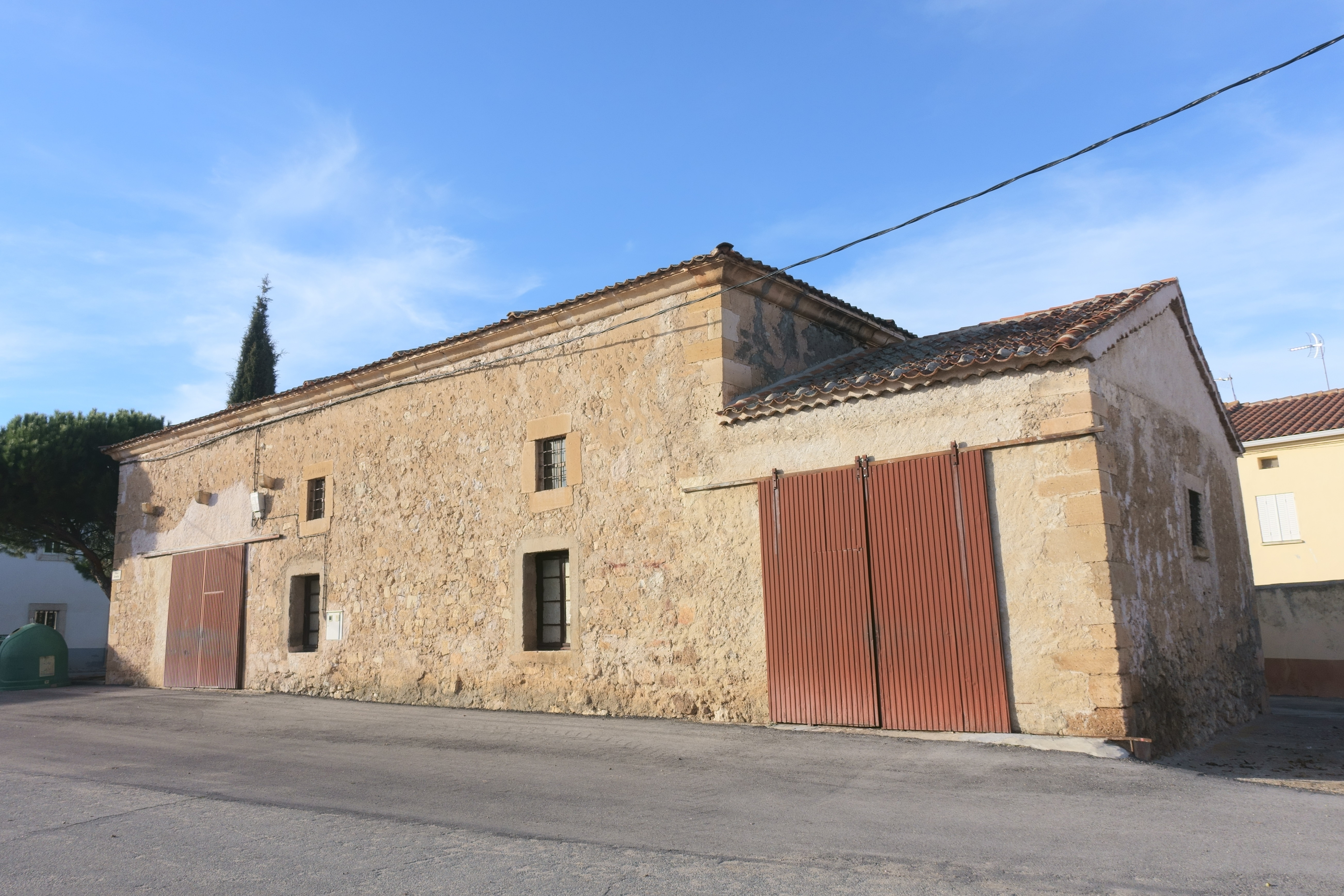
Marienkapelle
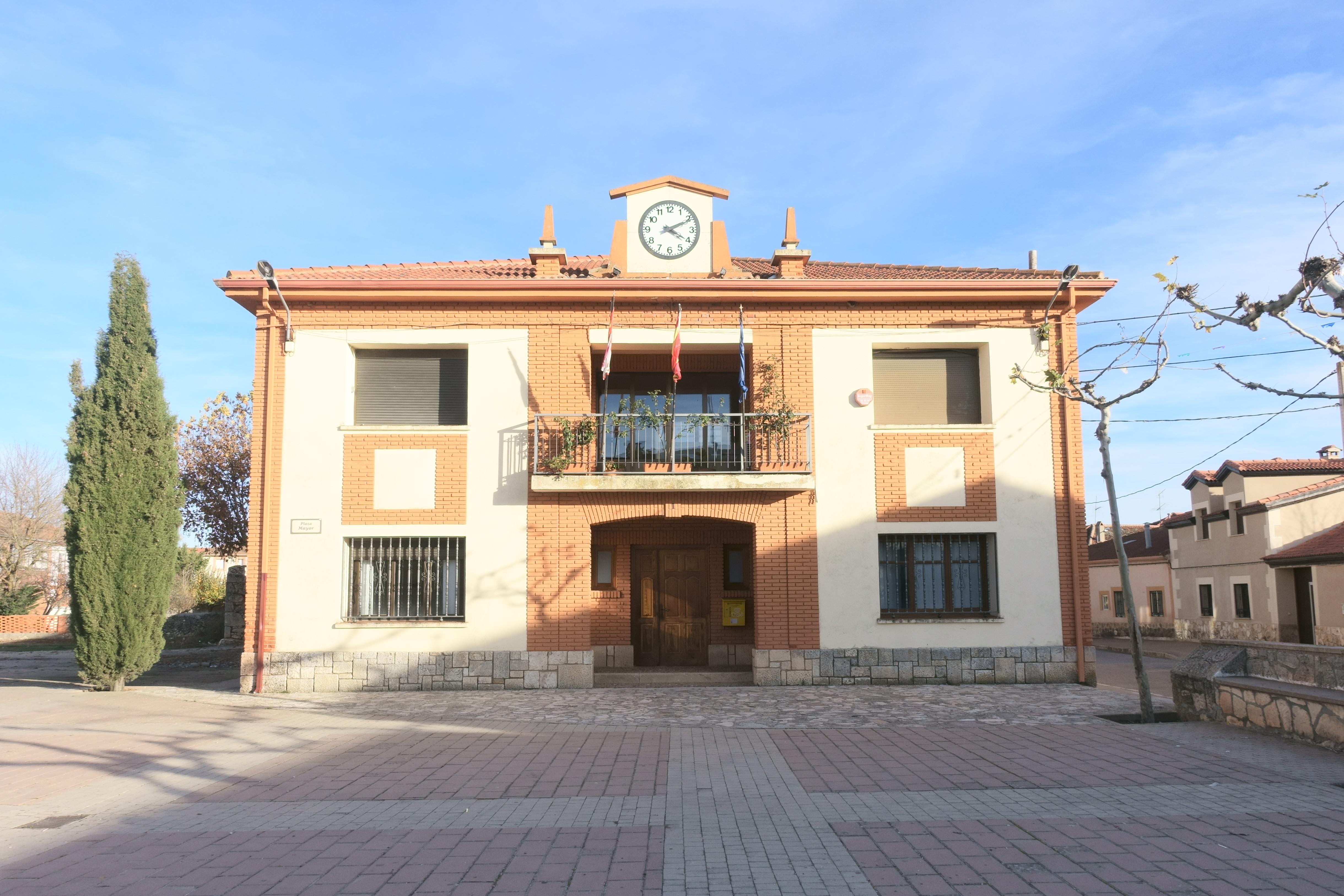
Rathaus